# سيلينيوم
السيلنيوم هو عنصر كيميائي رمزه Se وعدده الذرّي 34؛ ويقع ضمن عناصر الدورة الرابعة وفي المجموعة السادسة عشر (المجموعة السادسة وفق ترقيم المجموعات الرئيسية) في الجدول الدوري. يُصنّف هذا العنصر كيميائياً ضمن اللافلزّات، وبما أنه يقع ضمن مجموعة الأكسجين، بالتالي فهو من الكالكوجينات. للسيلينيوم خواصٌ تأتي وسطاً بين خواص العنصرين الواقعين فوقه وتحته، وهما الكبريت والتيلوريوم، على الترتيب؛ كما أنّ له تشابهاً في الخواص مع الزرنيخ أيضاً. من النادر العثور على السيلينوم في حالته العنصرية في الطبيعة، لكنّه عادةً ما يرافق الكبريت في معادن الكبريتيدات. أعلن بيرسيليوس اكتشافه للسيلينيوم سنة 1817، وأعطاه هذا الاسم اشتقاقاً من الكلمة سيلينه (بالإغريقية: σελήνη)‏، وتعني «القمر».
يوجد العنصر على عدّة أشكال في الطبيعة، منها الأحمر والأسود، إلّا أنّ الشكل الرمادي هو أكثرها استقراراً، وخواصه تشبه خواص بعض الفلزّات تقريباً. يُستحصَل على السيلينيوم من خاماته الأرضية ناتجاً ثانوياً أثناء تعدين الفلزّات الأخرى؛ وتوجد له تطبيقات في مجالات مختلفة مثل صناعة الزجاج والخُضُب؛ وكذلك في صناعة أشباه الموصلات والمستشعرات الضوئية وغيرها من التطبيقات الإلكترونية الأخرى.
للسيلينيوم دورٌ حيويٌّ عند وجوده بتراكيز ضئيلة، حيث يعدّ ضرورياً للوظائف الخلوية عند الكثير من الأحياء، وخاصّةً الحيوانات؛ وهو يدخل في تركيب عددٍ من الإنزيمات المضادة للأكسدة مثل بيروكسيداز الغلوتاثيون وريدوكتاز الثيوريدوكسين. كما يدخل السيلينيوم في تركيب ثلاثة من الإنزيمات النازعة لليود، والتي تلعب دوراً في التحويل فيما بين هرمونات الغدّة الدرقية. تتفاوت الحاجة إلى السيلينيوم بين الأنواع النباتية، إذ يتطلّب بعضُها كمّيّاتٍ مرتفعةً نسبياً، في حين أنّ وجوده في التربة لا يكون ضرورياً بالنسبة لبعضها الآخر.

## التاريخ

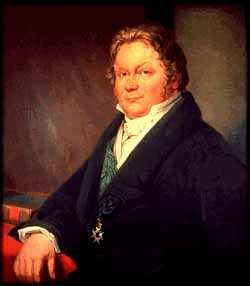
يونس ياكوب بيرسيليوس مكتشف عنصر السيلينيوم

أعلن يونس ياكوب بيرسيليوس اكتشاف هذا العنصر سنة 1817 بالتعاون مع يوهان غوتليب غان، فقد كان لهَذَين الكيميائيَّين منشأة صناعية بالقرب من قلعة غريبسهولم في السويد، وكانت مخصَّصةً لإنتاج حمض الكبريتيك وفق عملية غرف الرصاص، وقد كان فيها معدن البيريت المستخرج من منجم فالون مستخدماً من أجل تأمين مصدر للكبريت في العملية. لوحظ أنّ أكسدة البيريت كانت سبباً في تَشكُّل راسبٍ أحمر اللون في الغرف الرصاصية، وظنّ غان وبيرسيليوس في البداية أن ذلك قد يكون عائداً إلى مركّب من مركّبات الزرنيخ؛ إلّا أنّهما لاحظا بعد ذلك أنّ الراسب الأحمر يعطي رائحةً تشبه فجل الخيل عند حرقه، وهي رائحة غير نمطية للزرنيخ أو مركّباته، ولكنّها كانت قريبةً نوعاً ما إلى رائحة تصدرها مركّبات التيلوريوم، ممّا جعل بيرسيليوس يعتقد في مراسلاته العلمية الأولى مع ألكسندر مارسيت  أنّ الراسب يعود لذلك العنصر. إلّا أنّ شُحَّ منجم فالون بعنصر التيلوريوم دفع بيرسيليوس إلى إجراء المزيد من التجارب اللاحقة من أجل إماطة اللثام عن تركيب هذا الراسب المجهول؛ إلى أن أعلن في مراسلاته اللاحقة مع مارسيت سنة 1818 اكتشاف عنصر كيميائي جديد شبيه بالكبريت والتيلوريوم. وبسبب تشابه خواص هذا العنصر الجديد مع التيلوريوم، والذي اشتُقَّ اسمه من الأرض، فلذلك أطلق عليه اسم «سيلينيوم»، وذلك من الكلمة الإغريقية «σελήνη (سيلينه)»، وهو اسم يطلق أيضاً على آلهة في علم الأساطير الإغريقية، ويعني «القمر».
اكتشف ويلوبي سميث سنة 1873 خاصّية الموصلية الضوئية للسيلينيوم، حيث وجد أنّ المقاومة الكهربائية لهذا العنصر كانت متناسبةً مع شدّة الإضاءة. دفع هذا الاكتشاف إلى استخدام السيلينيوم في بناء الأشكال الأولى من الخلايا الكهروضوئية، وكانت شركة فيرنر سيمنز أوّل شركة سَوّقت ذلك تجارياً أواخر القرن التاسع عشر؛ وقد استخدمت خلايا السيلينيوم في تركيب الهاتف الضوئي، الذي اخترعه ألكسندر غراهام بل سنة 1879؛ بالإضافة إلى استخدامه في تصميم مقياس الضوء؛ والعديد من التطبيقات الإلكترونية الأخرى. بدأ التطوير في صناعة المقوّمات السيلينيومية في أوائل ثلاثينيّات القرن العشرين، وهي حلّت مقام المقوّمات المصنوعة من أكسيد النحاس لأنّها أكثر كفاءة؛ وبقيت مستخدمةً إلى سبعينيات القرن العشرين، حين حلّت بدورها المقوّمات المصنوعة من السيليكون مقامَها.
ساهمت جين جبسون سنة 1954 في الكشف عن الدور الحيوي للسيلينيوم في بعض أنواع الأحياء الميكروبية الدقيقة؛ في حين أنّ اكتشاف الأهمّيّة الحيوية لهذا العنصر بالنسبة للثديّيات يعود إلى سنة 1957. أمّا في سبعينيّات القرن العشرين فقد اكتشف وجود السيلينيوم في بعض أنواع الإنزيمات، ثم تلاها اكتشاف السيلينوسيستئين في البروتينات وكيفية تشفيره في فترة ثمانينيّات القرن العشرين، ممّا أسهم في إحداث تقدّم في فهم مبدأ التشفير الجيني.

## الوفرة الطبيعية

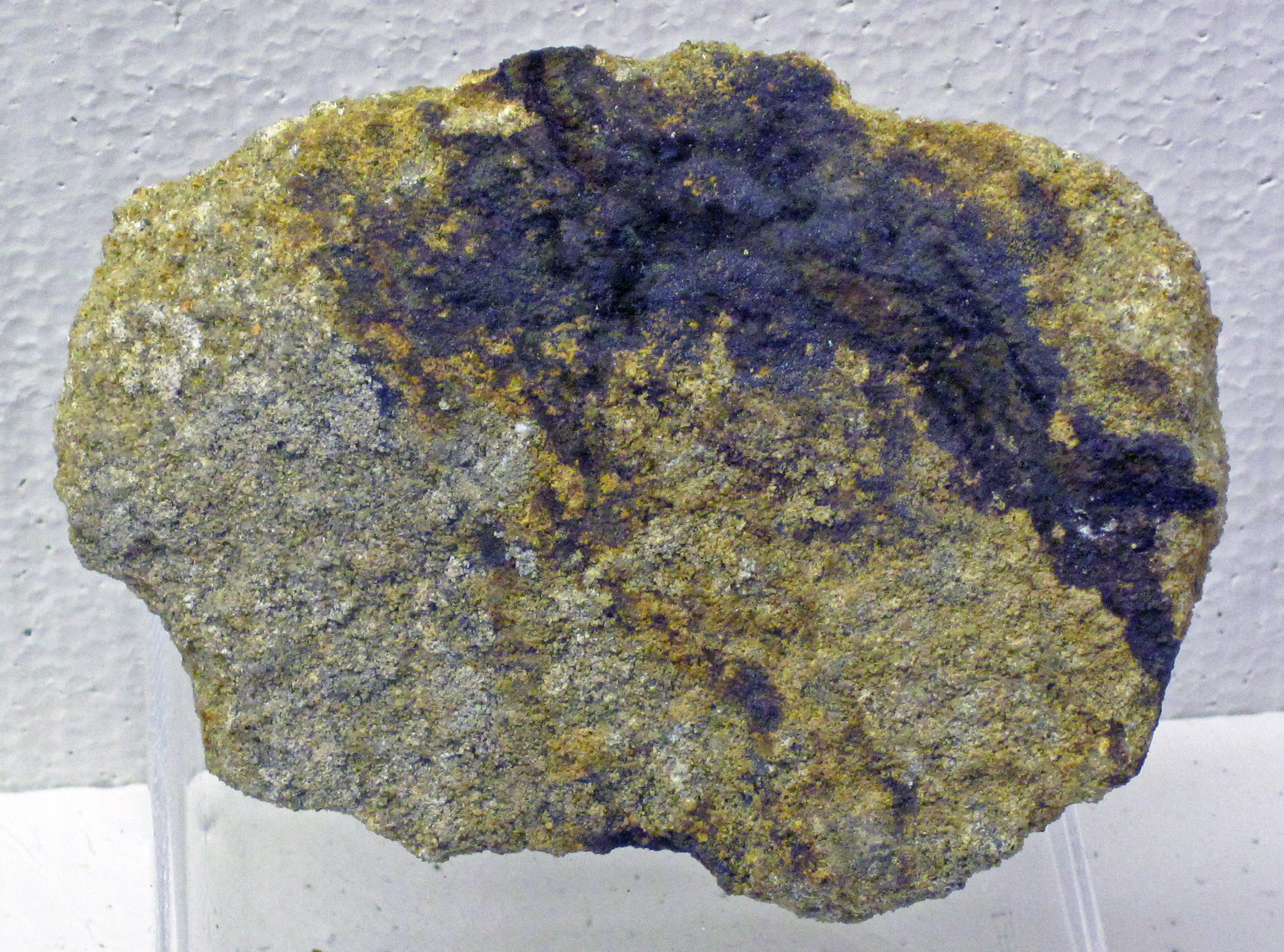
توضعات للسيلينوم العنصري داخل صخر رملي في عينة من غرانتس (نيومكسيكو).

يمكن، ولو بشكلٍ نادرٍ، العثور على السيلينيوم في الطبيعة بشكله الحرّ، وحينها لا يكون على شكل بلّورات جيّدة كبيرة غالباً، إنّما على شكل بلّورات شعرية دقيقة. كما يمكن أن يُعثَر على السيلينيوم على شكل أملاح لا عضوية، من ضمنها السيلينيد والسيلينيت والسيلينات؛ ولكنّ هذه المعادن نادرةٌ أيضاً على العموم، ومن ضمنها معدنا كلاوستاليت PbSe وناومانيت Ag2Se. يوجد السيلينيوم عادةً على شكل شائبة برفقة أو محلّ الكبريت في عددٍ من معادن الكبريتيدات، وذلك في خامات النحاس والرصاص والزنك والذهب والحديد. تجدر الإشارة إلى أنّ معدن السيلينيت لا يحوي على السيلينيوم كما قد يوحي الاسم، إنّما هو شكل من أشكال الجصّ (كبريتات الكالسيوم المائية)، ولكنه سُمّي بذلك الاسم نسبةً إلى القمر أيضاً، وذلك قبل اكتشاف عنصر السيلينيوم. يؤثّر البشر على توزّع السيلينيوم في الطبيعة من خلال حرق الفحم والتعدين وصهر خامات الكبريتيدات.
قد تكون بعض أنواع التربة غنيةً بالسيلينيوم، ويمكن أن يتركّز من بعض النباتات؛ وهو غالباً ما يكون موجوداً على شكل أملاح سيلينات منحلّة، والتي يمكن أن تَرشُحَ إلى الأنهار بسهولة بسبب الصرف السطحي. كما تحوي مياه المحيطات على كميات معتبرة من السيلينيوم. أمّا التربة الفقيرة بالسيلينيوم، فيمكن أن يُعوّض نقص هذا العنصر فيها باستخدام سماد حاوٍ على السيلينيوم، مثلما تصنع فنلندا على سبيل المثال منذ سنة 1984. يوجد السيلينيوم في الكائنات الحيّة على شكل أحماض أمينية سيلينية مثل سيلينوميثيونين وسيلينوسيستئين وميثيل سيلينوسيستئين. كما يمكن العثور على بعض مركّبات سيلينيوم عضوية في الطبيعة، مثل مركّب سيلينيد ثنائي الميثيل.

## الإنتاج
يُستحصَل على السيلينيوم صناعياً من السيلينيد الموجود والمرافق للكبريت في عددٍ من خامات معادن الكبريتيدات الطبيعية لفلزّات أكثر شيوعاً مثل النحاس أو الرصاص أو النيكل. يعدّ الاستخلاص الكهربائي الأسلوب الأكثر ملائمةً للحصول على الشكل النقي من السيلينيوم منتجاً ثانوياً، وذلك عندما يترسّب على المصعد من الطمي الناتج من عملية تنقية الفلزّات، وخاصّةً أثناء عملية استخراج النحاس كهربائياً على سبيل المثال؛ أو من طمي عملية غرف الرصاص، إلّا أنّ العملية الأخيرة أمست متقادمةً ولم تعد مستخدمة ً لإنتاج حمض الكبريتيك.
يتضمّن الإنتاج الصناعي للسيلينيوم معالجة الطمي المصعدي المستَحصل أثناء استخراج النحاس من خاماته بإجراء عملية أكسدة له للحصول على ثنائي أكسيد السيلينيوم، والذي يُمزَج مع حمض في وسط مائي لتشكيل حمض السيلينوز؛ والذي يخضع بدوره إلى تفاعل أكسدة-اختزال بوجود ثنائي أكسيد الكبريت للحصول على عنصر السيلينيوم الحرّ.
{\displaystyle \mathrm {H_{2}SeO_{3}+2\ SO_{2}+\ H_{2}O\ \rightarrow \ Se+2\ H_{2}SO_{4}} }
في سنة 2011 أُنتجَ من السيلينيوم حوالي 2000 طن عالمياً، ومن الدول الرائدة في الإنتاج كلّ من ألمانيا واليابان وبلجيكا وروسيا، بالإضافة إلى الصين والولايات المتحدة الأمريكية؛ في حين قُدّر الاحتياطي العالمي بحوالي 93 ألف طن. وكانت أسعار السيلينيوم قد شهدت قفزاتٍ ملحوظة في السوق في عامي 2004 (حوالي خمس أضعاف) و2011 (حوالي الضعف). يُقسَم الاستهلاك النمطي للسيلينيوم في السوق بحوالي 30% في مجال علم الفلزات و30% في صناعة الزجاج و10% في مجال الزراعة و10% في مجال تحضير الكيماويات والخُضُب و10% في مجال الصناعات الإلكترونية؛ وتعدّ الصين المستهلك الأكبر للسيلينيوم بحوالي 1500-2000 طنّ سنوياً.
يمكن الحصول على السيلينيوم الحرّ مخبرياً من تفاعل حمض السيلينوز مع يوديد الهيدروجين:
{\displaystyle \mathrm {H_{2}SeO_{3}+4\ HI\ \rightarrow \ Se+2\ I_{2}+3\ H_{2}O} }

## النظائر
توجد هنالك سبعة نظائر طبيعية للسيلينيوم، خمسةٌ منها (سيلينوم-74 74Se، وسيلينيوم-76 76Se، سيلينوم-77 77Se، وسيلينوم-78 78Se، وسيلينوم-80 80Se) هي نظائر مستقرة؛ وأكثرها وفرةً في الطبيعية هو النظير سيلينيوم-80 80Se بنسبة 49.6%. من جهةٍ أخرى هناك نظيران مشعّان للسيلينيوم، أحدهما شبه مستقر، إذ يوجد على شكل النظير الابتدائي سيلينيوم-82 82Se، والذي يبلغ عمر النصف له مقدار 9.2 * 1019 سنة. أمّا النظير المشعّ الآخر سيلينيوم-79 79Se فهو ليس بابتدائيّ، ولكنّه يوجد بكمّيات نزرة في خامات اليورانيوم ناتجاً عن عملية اضمحلالها الإشعاعي، ويبلغ عمر النصف له مقدار 327,000 سنة.
للسيلينيوم العديد من النظائر المشعّة المصطنعة، والتي يتراوح مجال أعدادها الكتلية بين سيلينيوم-64 64Se إلى سيلينيوم-95 95Se؛ وأكثرها استقراراً هو النظير سيلينيوم-75 75Se بعمر نصف مقداره 119.78 يوم؛ والنظير سيلينيوم-72 72Se بعمر نصف مقداره 8.4 يوم. تميل النظائر المشعّة الأخفّ من سيلينيوم-76 76Se إلى الخضوع إلى اضمحلال بيتّا من نمط انبعاث البوزيترون لتتحوّل إلى نظائر الزرنيخ؛ في حين أنّ النظائر الأثقل تميل إلى إصدار إلكترونات وفق اضمحلال بيتّا لتعطي نظائر البروم، وقد يترافق ذلك مع حدوث انبعاث نيوتروني في النظائر الأثقل.

## الخواص الفيزيائية

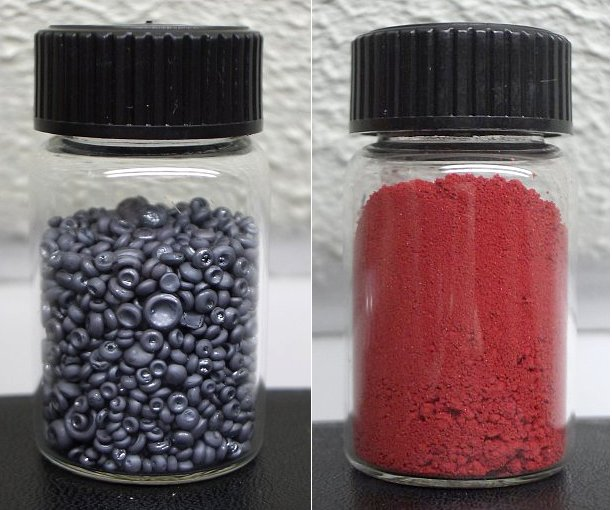
الشكلان الأحمر والأسود من السيلينيوم

يشكّل السيلينيوم، مثلما هو الحال مع الكبريت، العديد من المتآصلات (اختلاف الأشكال الظاهرية مع اختلاف البنية الداخلية لنفس العنصر)، والتي تتحوّل فيما بينها عند حدوث تغيّرات في درجة الحرارة. عند استحصال السيلينيوم من تفاعل كيميائي فهو غالباً ما يكون على شكل مسحوق لابلّوري ذي لون أحمر آجرّي، والذي يؤدّي صَهرُه السريع عند درجات حرارة تتجاوز 220 °س إلى تحولّه إلى شكلٍ زجاجيٍ أسود، والذي غالباً ما يباع تجارياً على شكل حبيبات خَرَزية؛ يؤدّي استمرار التسخين إلى الحصول على بخار أصفر من السيلينيوم. للسيلينيوم الأسود بنية معقّدة وغير منتظمة، وهي تتألّف من حلقات بوليميرية يصل فيها عدد الذرّات إلى حوالي 1000 ذرّة لكلّ حلقة. يوجد السيلينيوم الأسود على شكل حبيبات هشّة ذات مظهرٍ لمّاع، وهو قابل للانحلال في ثنائي كبريتيد الكربون CS2. يؤدّي تسخين السيلينيوم الأسود إلى تَلَيُّنه عند حوالي الدرجة 50 °س، ومن ثمّ يتحوّل إلى الشكل الرمادي عند الدرجة 180 °س؛ ويمكن أن تقلّل عتبة التحوّل الحراري بوجود آثار من الهالوجينات أو الأمينات.

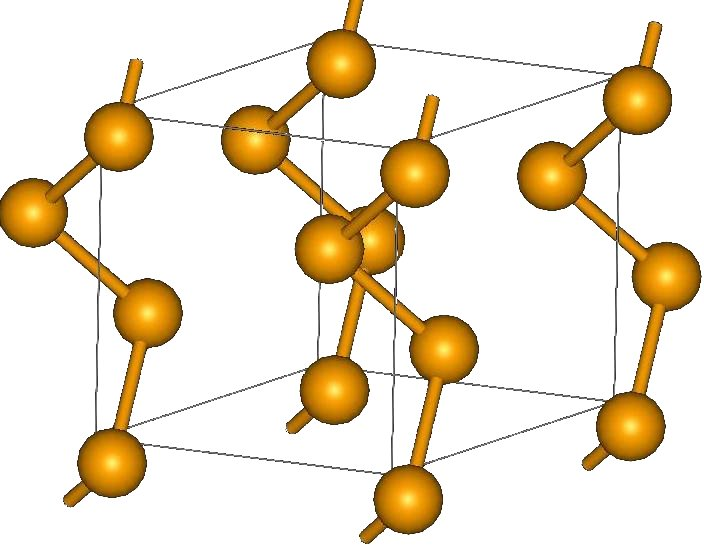
للسيلينيوم الرمادي بنية بلّورية من النمط السداسي

يُستحصَل على الأشكال الحمراء المختلفة ألفا (α) وبيتّا (β) وغامّا (γ) من محاليل السيلينيوم الأسود بالتحكّم بمعدّل سرعة تبخّر المذيب (غالباً CS2)؛ وتعدّ تلك الأشكال على العموم من المواد اللابلّورية، مع وجود انتظام ضعيف في البنية على شكل نوى بلّورية أحادية الميل، وهي تحوي حلقات غير مستوية وبترتيبات مختلفة من Se8، بشكل مناظر تقريباً لما في الكبريت؛ وأكثر ما يكون ترتيب الذرّات فيها متراصّاً لدى الشكل ألفا (α). تبلغ المسافة بين ذرّات السيلينيوم Se-Se في الحلقات الثمانية Se8 مقدار 233.5 بيكومتر؛ في حين أنّ الزاوية Se-Se-Se تبلغ مقدار 105.7°. يمكن أن توجد متآصلات أخرى للسيلينيوم مكوّنةً من حلقات سداسية Se6 أو سباعية Se7. السيلينيوم الأحمر عازل للكهرباء، ويؤدّي تسخينه ببطء عند درجات حرارة تتجاوز 80 °س إلى تحوّله إلى الشكل الرمادي. لا يبدي السيلينيوم خاصّية التغيّر في اللزوجة التي يظهرها الكبريت عند التغيّر التدريجي في الحرارة.
يعدّ الشكل الرمادي أكثر متآصلات السيلينيوم استقراراً وكثافةً، وله بنية بلّورية سداسية مؤلّفة من سلاسل بوليميرية حلزونية، تكون فيها المسافة Se-Se ذات بعدٍ مقداره 237.3 بيكومتر، والزاوية Se-Se-Se بمقدار 130.1°؛ في حين تكون المسافة الأدنى بين السلاسل بمقدار 343.6 بيكومتر. يتشكّل السيلينيوم الرمادي من التسخين اللطيف للمتآصلات الأخرى، أو من التبريد البطيء لمصهور السيلينيوم، أو من تكثيف بخار السيلينيوم بالقرب من نقطة انصهاره. يختلف الشكل الرمادي عن باقي المتآصلات الأخرى بعدم قابليته للانحلال في ثنائي كبريتيد الكربون CS2؛ كما يختلف الشكل الرمادي بأن له خواصاً شبه موصلة، وهو يبدي ظاهرة الموصلية الضوئية أيضاً. تبلغ قيمة فجوة النطاق للسيلينيوم الرمادي مقدار 1.74 إلكترون فولت، وهي تقع على الحدّ الفاصل بين طاقة الضوء المرئي والأشعة تحت الحمراء. يؤدّي تعريض السيلينيوم الرمادي للضوء إلى حدوث تغيّر في موصليته الكهربائية، ولا يعود سبب ذلك إلى وجود إلكترونات في نطاق التوصيل، بل تحدث الموصلية الضوئية بسبب وجود ثغرات إلكترونية (أو ثقوب إلكترونية) غير متموضعة ومستمرة الحركة.

## الخواص الكيميائية
ينتمي السيلينيوم كيميائياً إلى اللا فلزّات؛ رغم أنه أحياناً يصنّف من البعض بشكلٍ نادرٍ إلى أشباه الفلزات، وقد يكون ذلك بسبب خواص السيلينيوم الرمادي شبه الموصلة؛ إلّا أن تلك الخواص محصورة على الشكل الرمادي فقط. يشبه السيلينيوم في خواصّه الكيميائية خواص الكبريت نوعاً ما؛ لكنه يقاوم أثر الأكسدة بشكل أكبر، كما أنّه يقاوم أثر الأحماض المعدنية غير المؤكسدة؛ أمّا التفاعل مع الأحماض المعدنية المؤكسدة مثل حمض النتريك فيؤدّي فقط إلى تشكيل حمض السيلينوز (مركّب بحالة أكسدة رباعية للسيلينيوم). من جهةٍ أخرى، يمكن عند إجراء تفاعلات أكسدة-اختزال مضبوطة الحصول على أشكال مختلفة من متعدّدات كاتيونات السيلينيوم، والتي يمكن عزلها، خاصّةً عندما يكون الأيون المقابل قاعدة لويس ضعيفة، مثل المعقّدات الهاليدية للفلزّات الانتقالية. يحترق السيلينيوم لدى التسخين في الهواء بلهب أزرق حيث يتفاعل مع أكسجين الهواء ويعطي ثنائي أكسيد السيلينيوم. من جهةٍ أخرى، يتفاعل السيلينيوم مع الهيدروجين عند درجات حرارة تتجاوز 400 °س ليعطي سيلينيد الهيدروجين؛ ويشكّل هذا العنصر مع الفلزّات مركّبات السيلينيد، مثلما هو الحال في سيلينيد الصوديوم.

### المركبات الكيميائية
يوجد السيلينيوم عادةً في مركّباته الكيميائية بحالات أكسدة تتراوح بين −2 و +2 و +4 و +6.
السيلينيدات
بشكلٍ مناظرٍ لعناصر مجموعة الأكسجين (الكالكوجينات) الأخرى، يكون السيلينيوم قادراً على تشكيل مركّبات ذات حالة أكسدة -2، وهي تدعى بالسيلينيدات، وأبسطها هو مركب سيلينيد الهيدروجين H2Se، وهو غاز سامّ عديم اللون، وذو رائحة قوية؛ وهو أكثر حموضةً من كبريتيد الهيدروجين H2S؛ ويتأيّن في المحاليل إلى الأنيون −HSe. من جهة أخرى يكون السيلينيوم قادراُ على تشكيل أنيون السيلينيد الثنائي 2−Se مع عددٍ من الفلزّات، مثلما هو الحال في سيلينيد الزئبق HgSe وسيلينيد الرصاص PbSe وسيلينيد الزنك ZnSe. كلّما زادت كهرجابية الفلزّ (مثل الألومنيوم في سيلينيد الألومنيوم) كلّما زادت عرضة السيلينيد للحلمهة (التحلّل المائي):
{\displaystyle {\ce {Al2Se3 + 3 H2O -> Al2O3 + 3 H2Se}}}
يمكن أن تتشكّل في بعض الحالات مركّبات متعدّد السيلينيد (بولي سيلينيد) وذلك إمّا من تفاعل الفلزّ مع كمّية فائضة من السيلينيوم:
{\displaystyle \mathrm {4\ Cs\ +\ 2\ Se_{8}\longrightarrow \ Cs_{4}Se_{16}} }
أو من تفاعل سيلينيدات الفلزّات القلوية مع السيلينيوم. توجد أيضاً سيلينيدات لاعضوية تساهمية مثل ثنائي سيلينيد الكربون Se=C=Se.
الأكاسيد والأحماض

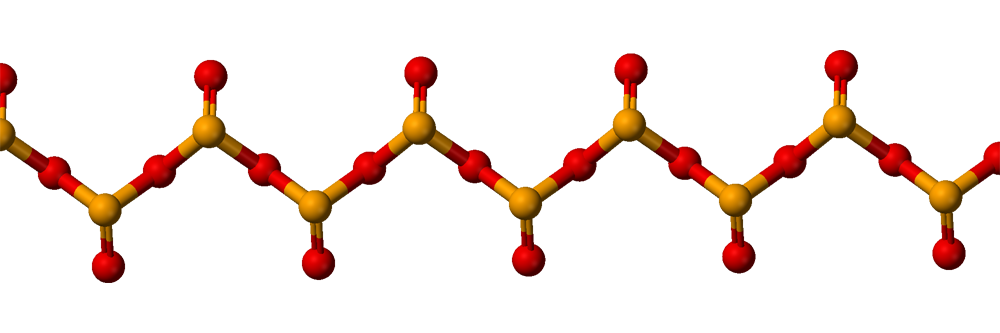
بنية ثنائي أكسيد السيلينيوم البوليميرية، حيث لُوّنت ذرّات السيلينيوم بالأصفر البرتقالي، وذرّات الأكسجين بالأحمر.

هناك أكسيدان شائعان للسيلينيوم، وهما ثنائي أكسيد السيلينيوم SeO2، وثلاثي أكسيد السيلينيوم SeO3. توجد هناك أكاسيد أخرى مختلطة حالات الأكسدة مثل Se2O5 وSe3O7؛ أمّا أحادي أكسيد السيلينيوم SeO، فهو غير مستقرّ ولا يمكن عزله.
يتشكّل ثنائي أكسيد السيلينيوم من التفاعل المباشر بين عنصري السيلينيوم والأكسجين:
{\displaystyle {\ce {Se8 + 8 O2 -> 8 SeO2}}}
وهو مركّب بلّوري صلب عديم اللون، تتألّف بنيته من سلسلة بوليميرية، تكون وحدة التكرار فيها من جزيئات SeO2، والتي تتشكّل أيضاً في الطور الغازي لهذا الأكسيد. ينحلّ هذا الأكسيد في الماء ليعطي حمض السيلينوز H2SeO3، والذي يمكن الحصول عليه بشكل مباشر من أكسدة عنصر السيلينيوم بحمض النتريك:
{\displaystyle {\ce {3 Se + 4 HNO3 + H2O -> 3 H2SeO3 + 4 NO}}}
تدعى أملاح حمض السيلينوز باسم السيلينيت، ومن الأمثلة عليها مركّبا سيلينيت الفضة Ag2SeO3 وسيلينيت الصوديوم Na2SeO3.
يعطي تفاعل حمض السيلينوز مع كبريتيد الهيدروجين مركّب ثنائي كبريتيد السيلينيوم:
{\displaystyle {\ce {H2SeO3 + 2 H2S -> SeS2 + 3 H2O}}}
وتتألّف بنيته من حلقة ثمانية، وغالباً ذات تركيب متناظر على الشكل Se4S4؛ وهو مركّب له العديد من التطبيقات.
على العكس من ثلاثي أكسيد الكبريت وهو أكسيد مستقرّ في حالة الأكسدة +6، فإنّ ثلاثي أكسيد السيلينيوم هو مركّب غير مستقرّ من الناحية الديناميكية الحرارية، وهو يتفكّك إلى ثنائي الأكسيد عند درجات حرارة أعلى من 185 °س.
{\displaystyle {\ce {2 SeO3 -> 2 SeO2 + O2}}}
كما يمكن أن يُحضَّر ثلاثي الأكسيد مخبرياً من تفاعل سيلينات البوتاسيوم مع ثلاثي أكسيد الكبريت. يعدّ ثلاثي الأكسيد من الناحية النظرية الشكل اللامائي من حمض السيلينيك H2SeO4، ويمكن تحضير هذا الحمض من أكسدة ثنائي أكسيد السيلينيوم بمركّب بيروكسيد الهيدروجين:
{\displaystyle {\ce {SeO2 + H2O2 -> H2SeO4}}}
حمض السيلينيك مؤكسد قويّ وتدعى أملاحه باسم السيلينات. يستطيع حمض السيلينيك المركّز والساخن أن يتفاعل مع الذهب ليشكّل سيلينات الذهب الثلاثي.
المركبات الهالوجينية
يتفاعل السيلينيوم مع الفلور ليشكّل مركّب سداسي فلوريد السيلينيوم SeF6:
{\displaystyle {\ce {Se8 + 24 F2 -> 8 SeF6}}}
وهو مركّب أكثر تفاعلية بالمقارنة مع نظيره من سداسي فلوريد الكبريت، كما يتميّز بكونه مركّباً سامّاً ومهيّجاً للرئتين. من الكلوريدات المستقرّة المعروفة للسيلينيوم مركّب أحادي كلوريد السيلينيوم Se2Cl2؛ كما يعرف البروميد الموافق أيضاً. يمكن الحصول على مركّب ثنائي كلوريد السيلينيوم SeCl2 من مفاعلة السيلينيوم مع كلوريد السلفوريل.
لا تعرف مركّبات اليوديد للسيلينيوم. من جهةٍ أخرى يكون السيلينيوم قادراً على تشكيل هاليدات أكسجينية مثل أوكسي فلوريد السيلينيوم SeO2F2 (فلوريد السيلينويل) وأوكسي كلوريد السيلينيوم SeOCl2 (كلوريد السيلينويل)، وهي مركّبات ذات تطبيقات مخبرية.
مركبات لاعضوية أخرى
من المركّبات اللاعضوية المعروفة للسيلينيوم مركّب رباعي نتريد رباعي السيلينيوم، وهو مركّب برتقالي انفجاري ومناظر لمركّب رباعي نتريد رباعي الكبريت؛ ويمكن أن يُحضّر من تفاعل رباعي كلوريد السيلينيوم SeCl4 مع معقّدات أميدية للسيليكون.
يمكن للسيلينيوم أن يتفاعل مع سيانيد البوتاسيوم للحصول على مركّب سيلينوسيانات البوتاسيوم KSeCN:
{\displaystyle {\ce {8 KCN + Se8 -> 8 KSeCN}}}
مركبات السيلينيوم العضوية
يستطيع السيلينيوم أن يشكّل عدداً من المركّبات العضوية، وخاصّةً في حالة الأكسدة الثنائية II، حيث يشكّل رابطة مستقرّة مع ذرّات الكربون، وبشكل مناظر لمركّبات الكبريت العضوية. من الأمثلة الشائعة السيلينيدات العضوية الأحادية R2Se (بشكل مناظر للثيوإيثرات) مثل مركّب سيلينوميثيونين أو سيلينيد ثنائي الميثيل، والسيلينيدات الثنائية R2Se2 (بشكل مناظر لثنائي الكبريتيدات) مثل مركّب ثنائي سيلينيد ثنائي الفينيل، وكذلك مركّبات السيلينول RSeH (بشكل مناظر للثيولات) مثل مركّب سيلينول البنزين (يعرف أيضاً باسم سيلينوفينيل). يمكن الحصول على مركّبات سيلينوكسيد RSe(O)R على شكل مركّبات وسطية ضمن تفاعلات عضوية خاصّة مثل تفاعل حذف السيلينوكسيد. من جهة أخرى، توجد مركّبات سيلينو الكيتونات R(C=Se)R وسيلينو الألدهيدات R(C=Se)H؛ إلّا أنّه من الصعب الحصول عليها عموماً، وذلك بشكل متوافق مع «قاعدة الرابطة الثنائية».

### التحليل الكيميائي
يمكن الكشف عن السيلينات كمّيّاً بأسلوب كهركيميائي عن طريق قياس الاستقطابية وذلك بتراكيز تصل إلى نسبة 0.003 %؛ حيث تبدي السيلينات في محلول 0.1 مولار من كلوريد الأمونيوم عتبةً عند −1.50 فولت مقابل قطب الكالومل المشبع. أمّا للكشف عن الآثار من السيلينيوم فيستخدم أسلوب المطيافية الذرية، حيث يمكن الكشف عن تراكيز ضئيلة من السيلينيوم بطريقة مطيافية الامتصاص الذري تصل إلى عتبة 0.01 ميكروغرام/الليتر.

## الدور الحيوي
للسيلينوم دورٌ حيويٌّ مهمّ؛ فهو يدخل في تركيب الحمضَين الأمينيَّين غير النمطيَّين سيلينوسيستئين وسيلينوميثيونين، وهما يوجدان في عددٍ معتبرٍ من الكائنات الحيّة؛ وهما يقومان بوظائفَ حيويةٍ مهمّة. يعدّ السيلينيوم بالنسبة للبشر من العناصر المعدنية الغذائية النّزِرَة، ويقوم بدور عامل مرافق في تفاعل اختزال الإنزيمات المضادّة للتأكسد، مثل بيروكسيداز الغلوتاثيون، وكذلك في بعض أنواع الإنزيمات المختزلة للثيوريدوكسين الموجودة في الحيوانات وفي بعض النباتات.
يعدّ السيلينيوم عنصراً مهمّاً بالنسبة للغدّة الدرقية ولكلّ خليّة تستخدم هرموناتها، وذلك لدخول السيلينيوم عاملاً مرافقاً مساعداً لثلاثة من الأنماط الأربعة المعروفة للإنزيمات نازعة اليود، والتي تؤثّر على نشاط هرمونات الغدّة الدرقية واستقلابها. يمكن أن يكون الغذاء الغنيّ بالسيلينيوم عاملاً من عوامل تثبيط/أو التخفيف من مرض هاشيموتو، وهو مرض مناعي ذاتي يهاجم فيه الجسم خلايا الغدّة الدرقية. كما أنّ تناول الغذاء الغنيّ بالسيلينيوم يخفّف من مخاطر التسمّم بالزئبق عند جرعات مخفّفة؛ حيث تدلّ بعض الشواهد على أنّ عملية التسمّم بالزئبق تتضمّن حدوث تثبيط غير عكوس للإنزيمات الحاوية على السيلينيوم، والتي هي بدورها ضرورية لمنع الإجهاد التأكسدي في الجسم.

## الاستخدامات

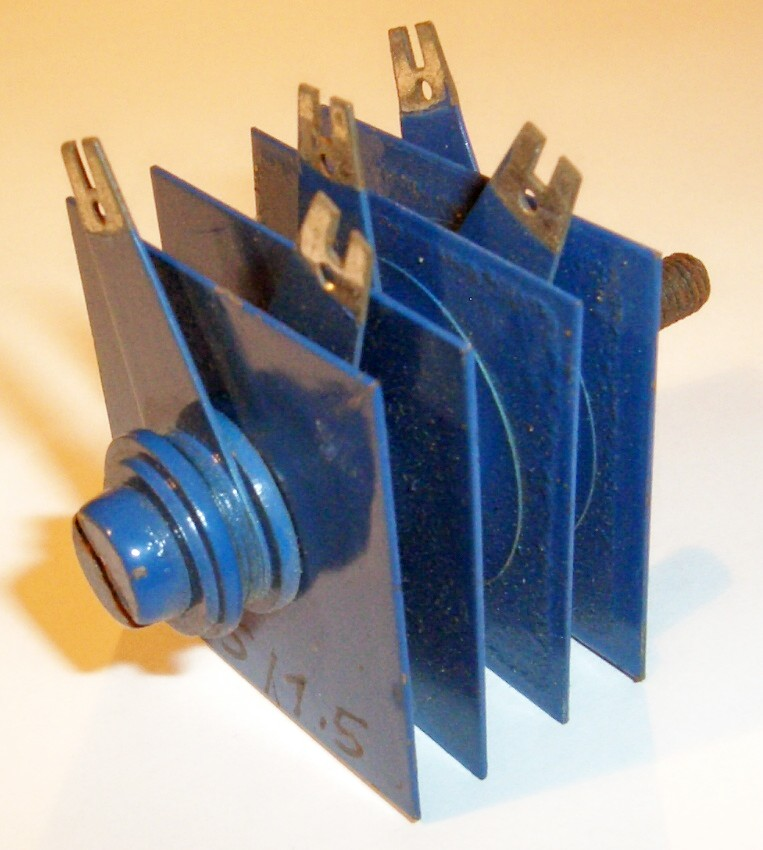
كان المقوّم السيلينيومي أحد المكوّنات الداخلة في تركيب الأجهزة الكهربائية أوائل القرن العشرين، قبل أن يُستغنى عنه لاحقاً.